# 甘南美寺
甘南美寺（かんなみじ）は、岐阜県山県市長滝にある臨済宗妙心寺派の寺院である。山号は白華山。本尊は千手観世音菩薩（秘仏）。美濃三十三観音霊場第十三番札所。美濃四国八十八札場第六十五番。美濃七福神（恵比寿）。
伊自良湖湖畔にある。境内のエドヒガンザクラは、幹回り3.3m、樹高23m、樹齢は約350年以上といわれ、県指定天然記念物である（甘南美寺のサクラ）。旧本堂は寛文年間の造営といわれ、馬頭観音の信仰でも知られており、公営競馬の関係者なども多数参詣している。

## 沿革
伝承によれば、鎌倉時代の建久年間に、高阿弥、那智阿弥の夫婦の念仏行者が伊勢国で救世観音を授かり、美濃国山県郡釜ヶ谷（現在の釜ヶ谷山、標高696m）山頂に祀ったのが起源であるという。
それからしばらく後の天文年間のある夜、伊勢国の漁師が漁を行っていると、美濃国から眩い光が海を照らした。その光により魚が全く釣れなくなったため、漁師はその光の源を探そうと美濃国へ向かい、その光が釜ヶ谷の観音像の光であることを突き止める。漁師の話を聞いた住職は観音像を釜ヶ谷山頂から麓の長滝に移したという。
1571年（元亀2年）頃、白華山 甘南美寺として創建される。
中興第一世暘門和尚の師、晙桑和尚を勧請開山とする。晙桑は梵鐘を新鋳し、碑銘石を建立、境内の石造物を整備し、明治4年7月5日（1871年8月20日）に没したが遺言により当山に埋葬した。明治に入り、中興第一世暘門和尚によって山門、鐘楼等を再建。中興第二世微宗和尚は庫裡を再建したが、寛文年間造営の本堂が台風によって倒れたため、1912年（大正元年）に起工、1922年（大正11年）に完工開帳して旧態に復した。

## 寺号について
甘南美とは甘南備、神奈備が転じた名前という。甘南美寺の奥の院を甘南備神社ともいう。橘諸兄の父、美努王（みぬのおおきみ）を祀る。
南北朝時代の南朝に仕えた楠木正成の夫人・久子は、同族全滅の後、日本中の神奈備（神の棲む所の意）という所へ旅をし、美濃国伊自良を気に入り甘南備神社にこもったという。土地の人々から尊敬され、伊自良の各所に自分の郷里の河内国甘南備村の地名を与えたという。平井、長滝、掛、松尾などの地名が該当する。

## 本尊
本尊の十一面千手観音菩薩は行基作と伝えられ、身の丈約1.8m。両脇二尊の不動明王像、毘沙門天像は伝教大師作と伝えられる。

## 周辺
近くにある七社神社（長滝七社神社）横に、八王寺宮と刻まれた楠木正成夫人久子の墓がある。

## 文化財
- 天然記念物
  - 花の木の大樹（山県市指定、指定日：1968年（昭和43年）2月18日）
  - 甘南美寺のモミの木（山県市指定、指定日：1968年（昭和43年）5月15日）
  - 甘南美寺のサクラ（岐阜県指定、指定番号：岐天97、指定日：1968年（昭和43年）8月6日）
- 名勝
  - 甘南美寺（山県市指定、指定日：1972年（昭和47年）10月1日）

## 所在地
- 岐阜県山県市長滝27-11

## アクセス
- 山県市自主運行バス：山県バスターミナルよりハーバス伊自良線「伊自良湖口」行き終点下車、徒歩約20分（日祝日全便運休）
- 自家用車でJR岐阜駅より約45分